# Olivia Lozano
Olivia Lozano (17 de septiembre de 1959) es una política venezolana, diputada de la Asamblea Nacional por el circuito 1 del estado Bolívar y el partido Voluntad Popular.

## Carrera
Olivia egresó como abogada de la Universidad de Carabobo. Ha sido coordinadora y encargada del partido Voluntad Popular en el estado Bolívar. Fue electa como diputada por la Asamblea Nacional para el periodo 2016-2021 por el circuito 1 del estado Bolívar en las elecciones parlamentarias de 2015 en representación de la Mesa de la Unidad Democrática (MUD), obteniendo 110 805 votos por la vía nominal. Entre 2018 y 2019 sirvió como vicepresidenta de la Comisión del Poder Popular y Medios de Comunicación. El 3 de enero de 2021 fue nombrada presidente de la Comisión de Política Exterior, Soberanía e Integración de la Asamblea.